# Anat Hoffman
Anat Hoffman (en hebreu: ענת הופמן; nascuda el 2 d'abril de 1954) és una activista israeliana i antiga directora executiva del Centre d'Acció Religiosa d'Israel, també conegut com IRAC. És la directora i membre fundadora de Nashot HaKotel, també coneguda com a Women of the Wall. Hoffman fou regidora de l'Ajuntament de Jerusalem entre 1989 i 2003.
El 2013, el diari israelià Haaretz la va nomenar Persona de l'any, assenyalant que el premi reflectia el protagonisme que ha aconseguit al món jueu durant els últims 12 mesos. El Jerusalem Post va enumerar-la entre la seva llista dels 50 jueus més influents, per portar amb força i èxit la qüestió dels drets de les dones al Kotel a l'avantguarda de la consciència dels jueus mundials. Va ser inclosa a la llista de 2024 de la BBC de les 100 dones més inspiradores i influents.

## Biografia
Hoffman és una sabra nascuda a Haifa el 1954. La seva mare, Varda Blechman, va tenir el primer fill que va néixer al kibbutz Ramat Rachel (en hebreu: רָמַת רָחֵל). El seu pare d'origen americà, Charles Weiss, va exercir de corresponsal de la Veu d'Amèrica a Israel. Va anar a l'Acadèmia d'Arts i Disseny Bezalel. Entre 1967 i 1973 va nedar de manera competitiva i es va situar constantment entre les millors nedadores femenines d'Israel. El 1972 va guanyar set medalles als campionats nacionals d'Israel, incloent 4 d'or. Als Jocs de Maccabia de 1973 va guanyar dues medalles de plata. El 1974, després d'haver completat el seu servei a les Forces de Defensa d'Israel, ella i el seu marit en aquell moment, Michael, van marxar als Estats Units per estudiar. Es va graduar a la UCLA el 1980 amb una llicenciatura en psicologia. Mentre estava a UCLA, va estar connectada amb Hillel: The Foundation for Jewish Campus Life i va iniciar l'Organització d'Estudiants d'Israel. Va estar exposada al judaisme reformat i es va adonar per primera vegada que el judaisme no es limitava a l'ortodòxia.
Més tard va cursar estudis de postgrau a la Universitat de Bar Ilan.

## Activisme

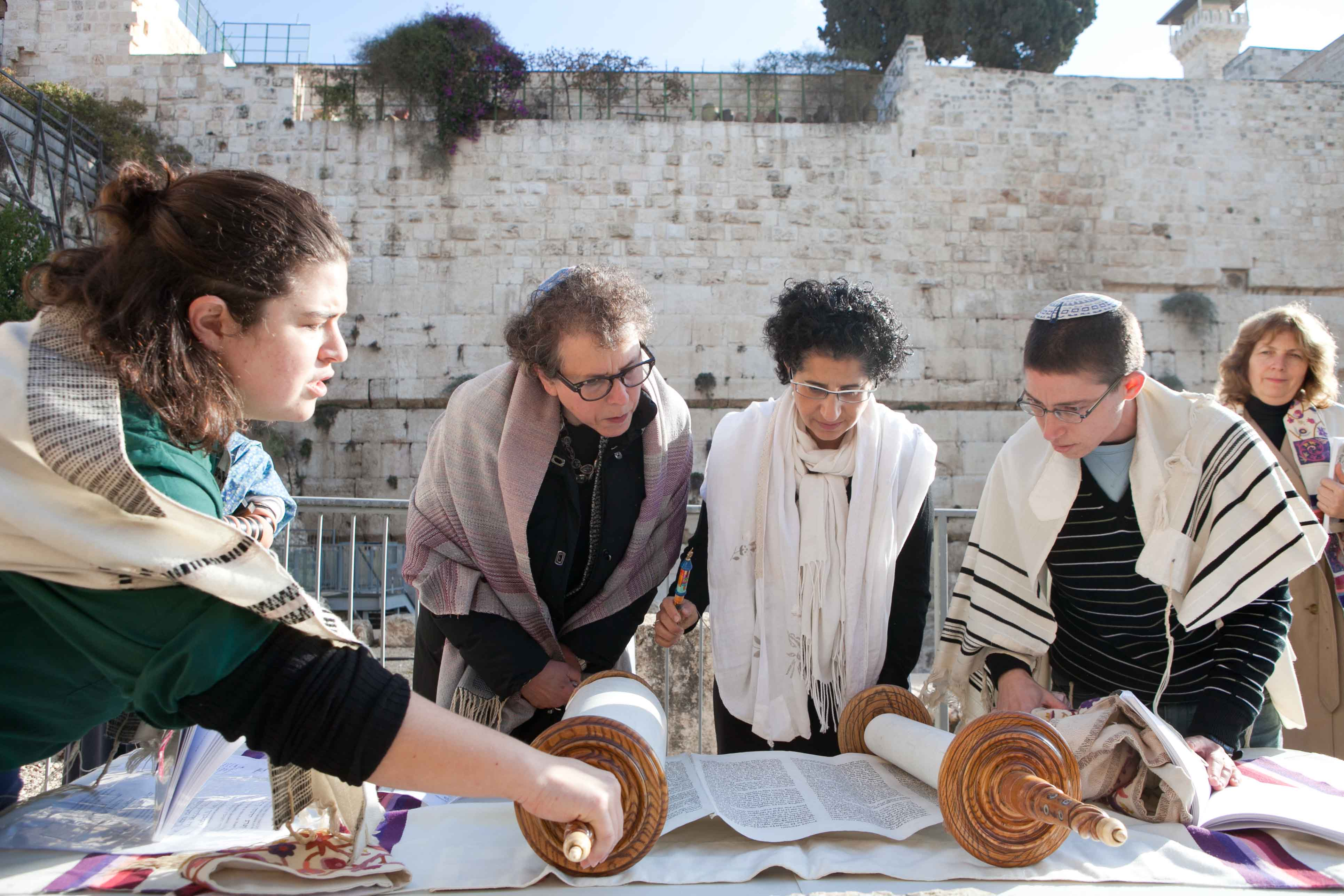
Anat Hoffman observant una lectura de la Torà WOW

Tornant a Israel, es va convertir en una activista pel pluralisme religiós, implicant-se en la fundació de Kol HaNeshama, una sinagoga reformada o progressista a Jerusalem. Va servir a l'Ajuntament de Jerusalem de 1988 a 2002, representant el Moviment pels Drets Civils i la Pau.
A finals de la dècada del 1980 va liderar una campanya pels drets dels consumidors contra Bezeq, el monopoli israelià de telecomunicacions, per la seva negativa a oferir als seus clients factures detallades. Hoffman es va queixar, en nom dels consumidors, que estaven pagant per articles que no havien utilitzat. Al final, es va imposar i Bezeq va emetre factures detallades als clients.
Anat Hoffman és presidenta de la Societat de Gitanos Domari a Jerusalem. A més, abans dels Acords d'Oslo de 1993, Hoffman era la presidenta de Women in Black, un moviment internacional de dones contra la guerra amb uns 10.000 activistes a tot el món. El primer grup va ser format per dones israelianes a Jerusalem l'any 1988, després de l'esclat de la Primera Intifada.
Va ser membre del grup que va iniciar Women of the Wall el desembre de 1988. Women of the Wall és un grup de dones d'arreu del món que estan treballant per assegurar el dret a pregar a la seva manera al Mur Occidental, amb mantons de pregària i altres peces de vestir religiosament importants, cantant i llegint la Torà col·lectivament. Quan el Tribunal Suprem d'Israel va fallar a favor de les Dones del Mur, els líders ortodoxos i els rabins van protestar per la decisió. Detinguda diverses vegades per portar un mantó de pregària al Mur, Hoffman va ser defensada per la Lliga Antidifamació, que va emetre un comunicat dient que els informes sobre el seu tractament, a mans de la policia israeliana, eren especialment inquietants.
De 2002 a 2022, Hoffman va exercir com a director executiu del Centre d'Acció Religiosa d'Israel, que va ser fundat el 1987 com el braç de defensa pública i legal del moviment pel judaisme progressista a Israel. Es dedica a promoure la igualtat, la justícia i la llibertat religiosa.
Després de certs incidents en què se'ls va demanar a les passatgers que moguessin els seients dels vols perquè els homes jueus ortodoxos no s'hagin de seure al seu costat, Hoffman va iniciar una campanya per animar les dones a no cedir els seus seients per sensibilitat religiosa. Creu que les companyies aèries han de complir les lleis de no discriminació. Hoffman també s'oposa als consells religiosos finançats per l'estat.

## Premis
El desembre de 2024, Anat Hoffman va ser inclosa a la llista de 100 Women de la BBC, que destaca les dones més inspiradores de l'any.